# گامیشلی‌خواجه‌نفس
گامیشلی خواجه نفس روستایی در دهستان جعفربای غربی بخش مرکزی شهرستان گمیشان استان گلستان ایران است.

## جمعیت
بر پایه سرشماری عمومی نفوس و مسکن در سال ۱۳۹۵ جمعیت این مکان ۵۴۶ نفر (۱۶۱خانوار) بوده‌است.